# War Department
Il War Department (Dipartimento della Guerra) era il dipartimento governativo del Regno Unito responsabile della fornitura di attrezzature alle forze armate del Regno Unito per il perseguimento delle attività militari. Nel 1857 diventò il War Ministery (Ministero della Guerra). All'interno del War Ministery il nome 'War Department' è rimasto in uso per descrivere i servizi di trasporto navali e ferroviari militari.

## Storia
Nel Regno Unito nel 1794 fu istituito il Secretary of State for War (ufficio del Segretario di Stato per la Guerra), il cui Dipartimento dapprima conosciuto ufficiosamente come il War Department (Ministero della Guerra). Aggiuntevi successivamente le competenze sulle Colonie esso cambiò la denominazione in Colony Department (Ministero delle Colonie). Dopo lo scoppio della guerra con la Francia rivoluzionaria esso divenne il Colony and War Department (Dipartimento delle Colonie e della Guerra). Nel 1815, dopo la pace con la Francia, esso assunse la denominazione di Colonial Department (Dipartimento coloniale). Nel febbraio 1855 gli uffici del Secretary of State for War (Segretario di Stato per la Guerra) e del Secretary at War vennero unificati e il nuovo ente divenne ancora il War Department (Ministero della Guerra) fino a quando, nel 1857, assunse il nome di War Office. Nel 1964 il Department è diventato il Ministry of Defence (Ministero della Difesa ).

### Attività logistica
Durante la Prima Guerra mondiale il Dipartimento gestì un sistema di scartamento ridotto Ferrovie utilizzato per la fornitura di munizioni e scorte, il trasporto delle truppe e l'evacuazione dei feriti.
Tra le sue attività si ricorda la fornitura di locomotive e materiale rotabile per le ferrovie nel Regno Unito, in altre parti dell'Impero britannico, e nei teatri di conflitto.
Durante la Seconda Guerra mondiale il Dipartimento fece produrre molte locomotive a vapore e Diesel, di diversi tipi, con cui espletare servizi nelle zone di operazioni. Dopo la fine della guerra esse furono in gran parte cedute a varie aziende ferroviarie di tutto il mondo, e alcune sono state usate dalle ferrovie militari del Regno Unito.
Si citano come esempi le locomotive a vapore poi immatricolate dalle British Railways (note come locomotive della classe "Austerity"):
- Hunslet "Austerity", rodiggio 0-6-0ST , BR 68006-68080;
- WD "Austerity", Classe 8F 2-8-0 , numeri BR 90000-90732;
- WD "Austerity", Classe 8F 2-10-0 , numeri BR 90750-90774.

Alcune 8F 2-8-0 furono acquisite dalle Ferrovie dello Stato italiane e inserite nel gruppo 737.
Vanno ricordate anche le locomotive Diesel-elettriche, poi cedute al Military Railway Service statunitense, 49 delle quali furono cedute alle FS costituendovi il gruppo Ne 120, poi D.143.